# Круглов, Павел Михайлович
Павел Михайлович Круглов (1918—1993) — капитан Советской Армии, участник Великой Отечественной войны, Герой Советского Союза (1945).

## Биография
Павел Круглов родился 17 августа 1918 года в селе Молоково (ныне — Молоковский район Тверской области). В 1929 году переехал в Рыбинск, где окончил восемь классов школы и работал шлифовальщиком-лекальщиком, работу совмещал с учёбой в аэроклубе. В 1938 году Круглов был призван на службу в Рабоче-крестьянскую Красную Армию. Окончил Пермскую военную авиационную школу пилотов. Участвовал в боях на реке Халхин-Гол. С июня 1941 года — на фронтах Великой Отечественной войны.
К октябрю 1944 года капитан Павел Круглов был штурманом 567-го штурмового авиаполка 198-й штурмовой авиадивизии 16-й воздушной армии 1-го Белорусского фронта. К тому времени он совершил 130 боевых вылетов на штурмовку скоплений боевой техники и живой силы противника, его важных объектов, принял участие в 28 воздушных боях, сбив 3 вражеских самолёта.
Указом Президиума Верховного Совета СССР от 23 февраля 1945 года за «мужество, отвагу и героизм, проявленные в борьбе с немецкими захватчиками» капитан Павел Круглов был удостоен высокого звания Героя Советского Союза с вручением ордена Ленина и медали «Золотая Звезда» за номером 5968.
В 1946 году Круглов окончил Военную школу высшей лётной подготовки. В том же году в звании капитана он был уволен в запас. Проживал в посёлке Челюскинский Пушкинского района Московской области. Умер 16 февраля 1993 года. Похоронен в Ашукино Пушкинского района Московской области.
Был также награждён двумя орденами Красного Знамени, орденом Отечественной войны 1-й степени и рядом медалей.